# Curtara trivialis
Curtara trivialis är en insektsart som beskrevs av Spångberg 1881. Curtara trivialis ingår i släktet Curtara och familjen dvärgstritar. Inga underarter finns listade i Catalogue of Life.